# S/S Ariel
Ariel var en ångare som byggdes och sjösattes i England 1883. Hon var åttio meter lång och hade ett deplacement på 1673 bruttoton. 
Den 31 oktober 1912 blev hon påseglad av ångaren Tammerfors från Finland. Kollisionen skedde sydost om Ölands södra udde varvid hon tog in vatten och gick till botten. Alla de ombordvarande räddades. Vraket som ligger sönderbrutet på 51 meters djup upptäcktes 2001 av medlemmar i Dykarklubben Kalmarssund.
År 2004 dömdes en dykare till böter för att han plockat upp Ariels skeppsklocka. Ägare till Ariels skeppsvrak är Assuransföreningen.